# Patinage de vitesse aux Jeux olympiques de la jeunesse d'hiver de 2012
Navigation
2016
Les épreuves de patinage de vitesse aux Jeux olympiques de la jeunesse d'hiver de 2012 ont eu lieu à l'Eisschnellaufbahn, à Innsbruck en Autriche, du 15 au 18 janvier 2012.

## Médailles

### Tableau des médailles
| Rang  | Nation       | Or | Argent | Bronze | Total |
| ----- | ------------ | -- | ------ | ------ | ----- |
| 1     | Chine        | 4  | 2      | 0      | 6     |
| 2     | Corée du Sud | 2  | 1      | 2      | 5     |
| 3     | Pays-Bas     | 2  | 1      | 0      | 3     |
| 4     | Japon        | 0  | 3      | 4      | 7     |
| 5     | Biélorussie  | 0  | 1      | 0      | 1     |
| 6     | Norvège      | 0  | 0      | 1      | 1     |
|       | Russie       | 0  | 0      | 1      | 1     |
| Total | Total        | 8  | 8      | 8      | 24    |

### Épreuves

#### Hommes
| Épreuves                          | Or             | Or            | Argent                 | Argent        | Bronze                 | Bronze        |
| --------------------------------- | -------------- | ------------- | ---------------------- | ------------- | ---------------------- | ------------- |
| 500 mètres résultats détaillés    | Liu An (CHN)   | 75 s 50       | Roman Dubovik (BLR)    | 77 s 824      | Toshihiro Kakui (JPN)  | 77 s 827      |
| 1 500 mètres résultats détaillés  | Yang Fan (CHN) | 1 min 54 s 20 | Liu An (CHN)           | 2 min 00 s 28 | Seitaro Ichinohe (JPN) | 2 min 00 s 30 |
| 3 000 mètres résultats détaillés  | Yang Fan (CHN) | 4 min 03 s 22 | Seitaro Ichinohe (JPN) | 4 min 10 s 00 | Hyeok Jun Noh (KOR)    | 4 min 14 s 41 |
| Départ groupé résultats détaillés | Yang Fan (CHN) | 7 min 10 s 23 | Seitaro Ichinohe (JPN) | 7 min 11 s 4  | Vasili Pudushkin (RUS) | 7 min 12 s 8  |

#### Femmes
| Épreuves                          | Or                       | Or            | Argent                   | Argent        | Bronze                     | Bronze        |
| --------------------------------- | ------------------------ | ------------- | ------------------------ | ------------- | -------------------------- | ------------- |
| 500 mètres résultats détaillés    | Jang Mi (KOR)            | 81 s 68       | Shi Xiaoxuan (CHN)       | 84 s 32       | Martine Lilløy Bruun (NOR) | 87 s 51       |
| 1 500 mètres résultats détaillés  | Jang Mi (KOR)            | 2 min 08 s 17 | Sanneke De Neeling (NED) | 2 min 09 s 54 | Sumire Kikuchi (JPN)       | 2 min 11 s 33 |
| 3 000 mètres résultats détaillés  | Sanneke De Neeling (NED) | 4 min 37 s 33 | Rio Harada (JPN)         | 4 min 41 s 85 | Su Ji Jang (KOR)           | 4 min 42 s 72 |
| Départ groupé résultats détaillés | Sanneke De Neeling (NED) | 6 min 01 s 0  | Su Ji Jang (KOR)         | 6 min 01 s 1  | Sumire Kikuchi (JPN)       | 6 min 01 s 2  |

## Système de qualification
Chaque nation peut envoyer un maximum  de 4 athlètes (2 hommes et 2 femmes). Les résultats des distances sur 500 mètres, 1 500 mètres et au concours complet lors des championnats du monde juniors de l’ISU seront prises en compte sur les distances de 500 mètres, 1 500 mètres et 3 000 mètres des JOJ. Un CNO/membre de l'ISU qui s'est placé finalement dans les six premiers, d'une ou plusieurs épreuves mentionnés ci-dessus, obtient une place pour les JOJ. Dans le cas qu'un CNO/membre de l'ISU a plus qu'un patineur présent dans le top 6, une place supplémentaire (jusqu'au maximum de deux athlètes par pays) est accordée. L'attribution des places restantes aux CNO/membres de l'ISU est basée sur les résultats de 2 compétitions choisies de la coupe du monde juniors ISU qui a lieu durant la saison des Jeux, selon le classement de la coupe du monde junior de l'ISU dans chaque distance. Pour les CNO/membre qui ont déjà eu une place grâce aux championnats du monde junior de l'ISU, la meilleure position dans le classement de la coupe du monde junior sera ignorée pour l'attribution de places supplémentaires. Ces places seront réparties entre les membres de l'ISU/CNO sur la base des points remportés en Coupe du monde par les patineurs en individuel, dans le 500 mètres, le 1 500 mètres et le 3 000 mètres à l'occasion des épreuves choisis de la coupe du monde junior de l'ISU. La distribution des places par membre de l'ISU/CNO basée sur le classement de la coupe du monde continuera jusqu'à ce que le nombre total de patineurs par catégorie (Homme/Femme) a atteint le quota du CIO (28). Une place est réservée au pays hôte, dans le cas où il ne parvient pas à qualifier des athlètes.

## Pays participants
| CNO                | Hommes | Femmes | Total |
| ------------------ | ------ | ------ | ----- |
| Allemagne          | 2      | 2      | 4     |
| Autriche           | 2      |        | 2     |
| Belgique           |        | 1      | 1     |
| Biélorussie        | 2      | 2      | 4     |
| Chine              | 2      | 2      | 4     |
| Corée du Sud       | 2      | 2      | 4     |
| Danemark           | 1      |        | 1     |
| Estonie            |        | 1      | 1     |
| Finlande           | 2      |        | 2     |
| Italie             | 1      | 2      | 3     |
| Japon              | 2      | 2      | 4     |
| Kazakhstan         | 2      | 2      | 4     |
| Mongolie           |        | 1      | 1     |
| Norvège            | 2      | 2      | 4     |
| Pays-Bas           | 2      | 2      | 4     |
| Pologne            | 2      | 2      | 4     |
| République tchèque |        | 1      | 1     |
| Roumanie           |        | 1      | 1     |
| Russie             | 2      | 2      | 4     |
| Suède              | 1      |        | 1     |
| Suisse             | 1      | 1      | 2     |
| Total athlètes     | 28     | 28     | 56    |
| Total CNO          | 16     | 17     | 23    |

## Résultats
Note : * En cas d'égalité de temps entre deux concurrents, ils sont partagés en prenant le temps au millième de seconde.

### 500 mètres hommes
L'épreuve s'est déroulée le 14 janvier avec 16 participants.
| Rang                                | Nom                    | Pays         | Total temps     | Course 1 (rang) | Course 2 (rang) |
| ----------------------------------- | ---------------------- | ------------ | --------------- | --------------- | --------------- |
| Médaille d'or, Jeux olympiques      | Liu An                 | Chine        | 75 s 50         | 37 s 66 (1)     | 37 s 83 (1)     |
| Médaille d'argent, Jeux olympiques  | Roman Doebovik         | Biélorussie  | 77 s 824 *      | 38 s 87 (2)     | 38 s 95 (3)     |
| Médaille de bronze, Jeux olympiques | Toshihiro Kakui        | Japon        | 77 s 827 *      | 38 s 88 (3)     | 38 s 94 (2)     |
| 04                                  | Vasiliy Pudushkin      | Russie       | 78 s 08         | 38 s 92 (4)     | 39 s 16 (5)     |
| 05                                  | Stanislav Palkin       | Kazakhstan   | 78 s 44         | 39 s 22 (5)     | 39 s 11 (4)     |
| 06                                  | Park Dai-han           | Corée du Sud | 78 s 87         | 39 s 41 (6)     | 39 s 46 (6)     |
| 07                                  | Matteo Cotza           | Italie       | 79 s 59         | 39 s 98 (7)     | 39 s 61 (7)     |
| 08                                  | Marcel Drwiega         | Pologne      | 80 s 30         | 40 s 35 (10)    | 39 s 94 (8)     |
| 09                                  | Henrik Fagerli Rukke   | Norvège      | 80 s 64         | 40 s 27 (9)     | 40 s 37 (10)    |
| 10                                  | Cristian Adrian Mocanu | Roumanie     | 80 s 72         | 40 s 49 (11)    | 40 s 22 (9)     |
| 11                                  | Maksim Doebovsky       | Biélorussie  | 81 s 53         | 40 s 61 (12)    | 40 s 92 (11)    |
| 12                                  | Tuomas Rahnasto        | Finlande     | 82 s 80         | 41 s 58 (14)    | 41 s 21 (12)    |
| 13                                  | Thomas Petutschnigg    | Autriche     | 83 s 17         | 41 s 43 (13)    | 41 s 73 (13)    |
| 14                                  | Kenneth Stargardt      | Allemagne    | 83 s 89         | 41 s 97 (15)    | 41 s 91 (14)    |
| 15                                  | Lasse Ahonen           | Finlande     | 84 s 75         | 42 s 59 (16)    | 42 s 16 (15)    |
|                                     | Dmitriy Morozov        | Kazakhstan   | N'a pas terminé | 40 s 24 (8)     | N'a pas terminé |

### 1 500 mètres hommes
L'épreuve s'est déroulée le 16 janvier avec 16 participants.
| Rang                                | Nom                      | Pays         | Temps         |
| ----------------------------------- | ------------------------ | ------------ | ------------- |
| Médaille d'or, Jeux olympiques      | Yang Fan                 | Chine        | 1 min 54 s 20 |
| Médaille d'argent, Jeux olympiques  | Liu An                   | Chine        | 2 min 00 s 28 |
| Médaille de bronze, Jeux olympiques | Seitaro Ichinohe         | Japon        | 2 min 00 s 30 |
| 04                                  | Noh Hyeok-jun            | Corée du Sud | 2 min 02 s 19 |
| 05                                  | Bastijn Boele            | Pays-Bas     | 2 min 02 s 28 |
| 06                                  | Roman Doebovik           | Biélorussie  | 2 min 02 s 47 |
| 07                                  | Nils van der Poel        | Suède        | 2 min 02 s 84 |
| 08                                  | Vasiliy Pudushkin        | Russie       | 2 min 03 s 08 |
| 09                                  | Magnus Myhren Kristensen | Norvège      | 2 min 03 s 27 |
| 10                                  | Mikhail Kazelin          | Russie       | 2 min 03 s 42 |
| 11                                  | Peter Lenderink          | Pays-Bas     | 2 min 04 s 04 |
| 12                                  | Toshihiro Kakui          | Japon        | 2 min 05 s 02 |
| 13                                  | Manuel Vogl              | Autriche     | 2 min 05 s 32 |
| 14                                  | Henrik Fagerli Rukke     | Norvège      | 2 min 05 s 70 |
| 15                                  | Artur Adam Iwaniszyn     | Pologne      | 2 min 07 s 94 |
| 16                                  | Niklas Kamphausen        | Allemagne    | 2 min 09 s 14 |

### 3 000 mètres hommes
L'épreuve s'est déroulée le 18 janvier avec 16 participants.
| Rang                                | Nom                      | Pays         | Temps         |
| ----------------------------------- | ------------------------ | ------------ | ------------- |
| Médaille d'or, Jeux olympiques      | Yang Fan                 | Chine        | 4 min 03 s 22 |
| Médaille d'argent, Jeux olympiques  | Seitaro Ichinohe         | Japon        | 4 min 10 s 00 |
| Médaille de bronze, Jeux olympiques | Noh Hyeok-jun            | Corée du Sud | 4 min 14 s 41 |
| 04                                  | Peter Lenderink          | Pays-Bas     | 4 min 14 s 93 |
| 05                                  | Nils van der Poel        | Suède        | 4 min 15 s 53 |
| 06                                  | Mikhail Kazelin          | Russie       | 4 min 19 s 25 |
| 07                                  | Magnus Myhren Kristensen | Norvège      | 4 min 19 s 71 |
| 08                                  | Bastijn Boele            | Pays-Bas     | 4 min 21 s 02 |
| 09                                  | Dmitriy Morozov          | Kazakhstan   | 4 min 22 s 42 |
| 10                                  | Manuel Vogl              | Autriche     | 4 min 27 s 27 |
| 11                                  | Artur Adam Iwaniszyn     | Pologne      | 4 min 30 s 06 |
| 12                                  | Maksim Doebovsky         | Biélorussie  | 4 min 31 s 21 |
| 13                                  | Niklas Kamphausen        | Allemagne    | 4 min 36 s 58 |
| 14                                  | Philip Due Schmidt       | Danemark     | 4 min 39 s 71 |
| 15                                  | Tuomas Rahnasto          | Finlande     | 4 min 44 s 44 |
| 16                                  | Kenneth Stargardt        | Allemagne    | 4 min 44 s 75 |

### Départ groupé hommes
L'épreuve s'est déroulée le 20 janvier avec 26 participants.
| Rang                                | Nom                      | Pays         | Temps         |
| ----------------------------------- | ------------------------ | ------------ | ------------- |
| Médaille d'or, Jeux olympiques      | Yang Fan                 | Chine        | 7 min 10 s 23 |
| Médaille d'argent, Jeux olympiques  | Seitaro Ichinohe         | Japon        | 7 min 11 s 45 |
| Médaille de bronze, Jeux olympiques | Vasiliy Pudushkin        | Russie       | 7 min 12 s 83 |
| 04                                  | Toshihiro Kakui          | Japon        | 7 min 13 s 10 |
| 05                                  | Stanislav Palkin         | Kazakhstan   | 7 min 13 s 35 |
| 06                                  | Magnus Myhren Kristensen | Norvège      | 7 min 14 s 15 |
| 07                                  | Mikhail Kazelin          | Russie       | 7 min 14 s 42 |
| 08                                  | Manuel Vogl              | Autriche     | 7 min 14 s 51 |
| 09                                  | Nils van der Poel        | Suède        | 7 min 14 s 66 |
| 10                                  | Bastijn Boele            | Pays-Bas     | 7 min 14 s 69 |
| 11                                  | Dmitriy Morozov          | Kazakhstan   | 7 min 17 s 55 |
| 12                                  | Maksim Dubovsky          | Biélorussie  | 7 min 19 s 41 |
| 13                                  | Thomas Petutschnigg      | Autriche     | 7 min 20 s 39 |
| 14                                  | Henrik Fagerli Rukke     | Norvège      | 7 min 20 s 50 |
| 15                                  | Arthur Adam Iwaniszyn    | Pologne      | 7 min 24 s 81 |
| 16                                  | Noh Hyeok-jun            | Corée du Sud | 7 min 26 s 72 |
| 17                                  | Philip Due Schmidt       | Danemark     | 7 min 29 s 75 |
| 18                                  | Niklas Kamphausen        | Allemagne    | 7 min 30 s 34 |
| 19                                  | Park Dai Han             | Corée du Sud | 7 min 35 s 00 |
| 20                                  | Marcel Drwiega           | Pologne      | 7 min 51 s 71 |
| 21                                  | Peter Lenderink          | Pays-Bas     | 8 min 21 s 82 |
| 22                                  | Liu An                   | Chine        | 10 tours      |
| 23                                  | Kenneth Stargardt        | Allemagne    | 10 tours      |
| 24                                  | Matteo Cotza             | Italie       | 10 tours      |
| 25                                  | Christian Adrian Mocanu  | Roumanie     | 10 tours      |
| 26                                  | Tuomas Rahnasto          | Finlande     | 3 tours       |

### 500 mètres femmes
L'épreuve s'est déroulée le 14 janvier avec 16 participants.
| Rang                                | Nom                   | Pays               | Total temps | Course 1 (rang)    | Course 2 (rang) |
| ----------------------------------- | --------------------- | ------------------ | ----------- | ------------------ | --------------- |
| Médaille d'or, Jeux olympiques      | Jang Mi               | Corée du Sud       | 0 81 s 68   | 40 s 88 (1)        | 40 s 80 (1)     |
| Médaille d'argent, Jeux olympiques  | Shi Xiaoxuan          | Chine              | 0 84 s 32   | 41 s 98 (2)        | 42 s 34 (2)     |
| Médaille de bronze, Jeux olympiques | Martine Lilløy Bruun  | Norvège            | 0 87 s 51   | 43 s 98 (4)        | 43 s 53 (4)     |
| 04                                  | Suzanne Schulting     | Pays-Bas           | 0 87 s 72   | 43 s 95 (3)        | 43 s 766 * (6)  |
| 05                                  | Leia Behlau           | Allemagne          | 0 88 s 13   | 44 s 36 (5)        | 43 s 768 * (7)  |
| 06                                  | Svetlana Maltseva     | Kazakhstan         | 0 88 s 18   | 44 s 53 (6)        | 43 s 64 (5)     |
| 07                                  | Gloria Malfatti       | Italie             | 0 88 s 72   | 44 s 60 (7)        | 44 s 12 (8)     |
| 08                                  | Nikol Zdrahalova      | République tchèque | 0 89 s 83   | 44 s 97 (8)        | 44 s 86 (10)    |
| 09                                  | Michelle Uhrig        | Allemagne          | 0 90 s 12   | 45 s 16 (9)        | 44 s 95 (11)    |
| 10                                  | Anne Michiels         | Belgique           | 0 90 s 95   | 45 s 27 (10)       | 45 s 68 (14)    |
| 11                                  | Laura De Candido      | Italie             | 0 90 s 97   | 45 s 48 (11)       | 45 s 49 (12)    |
| 12                                  | Bianca Lorena Stanica | Roumanie           | 0 91 s 60   | 45 s 96 (13)       | 45 s 63 (13)    |
| 13                                  | Natalya Khramtsova    | Biélorussie        | 0 92 s 00   | 45 s 60 (12)       | 46 s 39 (15)    |
| 14                                  | Enkh-Ariun Altantulga | Mongolie           | 0 94 s 75   | 47 s 12 (14)       | 47 s 63 (16)    |
| 15                                  | Marina Salnikova      | Russie             | 125 s 42    | 1 min 22 s 07 (15) | 43 s 34 (3)     |
| 16                                  | Kaja Ziomek           | Pologne            | 127 s 52    | 1 min 22 s 75 (16) | 44 s 77 (9)     |

### 1 500 mètres femmes
L'épreuve s'est déroulée le 16 janvier avec 16 participantes.
| Rang                                | Nom                         | Pays         | Temps         |
| ----------------------------------- | --------------------------- | ------------ | ------------- |
| Médaille d'or, Jeux olympiques      | Jang Mi                     | Corée du Sud | 2 min 08 s 17 |
| Médaille d'argent, Jeux olympiques  | Sanneke de Neeling          | Pays-Bas     | 2 min 09 s 54 |
| Médaille de bronze, Jeux olympiques | Sumire Kikuchi              | Japon        | 2 min 11 s 33 |
| 04                                  | Fu Yuan                     | Chine        | 2 min 11 s 94 |
| 05                                  | Yelizaveta Kazelina         | Russie       | 2 min 12 s 90 |
| 06                                  | Marina Salnikova            | Russie       | 2 min 14 s 53 |
| 07                                  | Rio Harada                  | Japon        | 2 min 15 s 15 |
| 08                                  | Leia Behlau                 | Allemagne    | 2 min 15 s 75 |
| 09                                  | Shi Xiaoxuan                | Chine        | 2 min 15 s 98 |
| 10                                  | Aleksandra Milena Kapruziak | Pologne      | 2 min 17 s 29 |
| 11                                  | Yelizaveta Prokhorenko      | Kazakhstan   | 2 min 18 s 23 |
| 12                                  | Martine Lilløy Bruun        | Norvège      | 2 min 19 s 79 |
| 13                                  | Inge Anne Vasaasen          | Norvège      | 2 min 19 s 95 |
| 14                                  | Kaja Ziomek                 | Pologne      | 2 min 23 s 23 |
| 15                                  | Alina Bianca Danescu        | Roumanie     | 2 min 23 s 40 |
| 16                                  | Suzanne Schulting           | Pays-Bas     | 2 min 25 s 78 |

### 3 000 mètres femmes
L'épreuve s'est déroulée le 18 janvier avec 16 participantes.
| Rang                                | Nom                         | Pays         | Temps         |
| ----------------------------------- | --------------------------- | ------------ | ------------- |
| Médaille d'or, Jeux olympiques      | Sanneke de Neeling          | Pays-Bas     | 4 min 37 s 33 |
| Médaille d'argent, Jeux olympiques  | Rio Harada                  | Japon        | 4 min 41 s 85 |
| Médaille de bronze, Jeux olympiques | Jang Su-ji                  | Corée du Sud | 4 min 42 s 72 |
| 04                                  | Yelizaveta Kazelina         | Russie       | 4 min 44 s 45 |
| 05                                  | Fu Yuan                     | Chine        | 4 min 47 s 52 |
| 06                                  | Aleksandra Milena Kapruziak | Pologne      | 4 min 51 s 48 |
| 07                                  | Michelle Uhrig              | Allemagne    | 4 min 53 s 47 |
| 08                                  | Clare Jeong                 | États-Unis   | 4 min 54 s 04 |
| 09                                  | Inge Anne Vasaasen          | Norvège      | 4 min 55 s 71 |
| 10                                  | Gloria Malfatti             | Italie       | 4 min 59 s 97 |
| 11                                  | Yelizaveta Prokhorenko      | Kazakhstan   | 5 min 03 s 31 |
| 12                                  | Anne Michiels               | Belgique     | 5 min 15 s 04 |
| 13                                  | Natalya Khramtsova          | Biélorussie  | 5 min 24 s 97 |
| 14                                  | Enkh-Ariun Altantulga       | Mongolie     | 5 min 25 s 40 |
| 15                                  | Anastasija Kapoestina       | Biélorussie  | 5 min 29 s 23 |
|                                     | Alina Bianca Danescu        | Roumanie     | Disqualifiée  |

### Départ groupé femmes
L'épreuve s'est déroulée le 20 janvier avec 26 participantes.
| Rang                                | Nom                         | Pays         | Temps         |
| ----------------------------------- | --------------------------- | ------------ | ------------- |
| Médaille d'or, Jeux olympiques      | Sanneke de Neeling          | Pays-Bas     | 6 min 01 s 06 |
| Médaille d'argent, Jeux olympiques  | Jang Su-ji                  | Corée du Sud | 6 min 01 s 13 |
| Médaille de bronze, Jeux olympiques | Sumire Kikuchi              | Japon        | 6 min 01 s 24 |
| 04                                  | Yelizaveta Kazelina         | Russie       | 6 min 01 s 47 |
| 05                                  | Michelle Uhrig              | Allemagne    | 6 min 03 s 09 |
| 06                                  | Rio Harada                  | Japon        | 6 min 03 s 56 |
| 07                                  | Gloria Malfatti             | Italie       | 6 min 03 s 91 |
| 08                                  | Leia Behlau                 | Allemagne    | 6 min 06 s 66 |
| 09                                  | Jang Mi                     | Corée du Sud | 6 min 07 s 44 |
| 10                                  | Marina Salnikova            | Russie       | 6 min 07 s 63 |
| 11                                  | Shi Xiaoxuan                | Chine        | 6 min 09 s 17 |
| 12                                  | Alina Bianca Danescu        | Roumanie     | 6 min 09 s 66 |
| 13                                  | Clare Jeong                 | États-Unis   | 6 min 11 s 73 |
| 14                                  | Anne Michiels               | Belgique     | 6 min 21 s 26 |
| 15                                  | Kaja Ziomek                 | Pologne      | 6 min 21 s 46 |
| 16                                  | Aleksandra Milena Kapruziak | Pologne      | 6 min 22 s 03 |
| 17                                  | Yelizaveta Prokhorenko      | Kazakhstan   | 6 min 23 s 20 |
| 18                                  | Bianca Lorena Stanica       | Roumanie     | 6 min 26 s 07 |
| 19                                  | Anastasiya Kapustina        | Biélorussie  | 6 min 26 s 11 |
| 20                                  | Enkh-Ariun Altantulga       | Mongolie     | 6 min 38 s 07 |
| 21                                  | Laura de Candido            | Italie       | 6 tours       |
| 22                                  | Fu Yuan                     | Chine        | 5 tours       |
| 23                                  | Martine Lilløy Bruun        | Norvège      | 5 tours       |
| 24                                  | Inga Anne Vasaasen          | Norvège      | 4 tours       |
| 25                                  | Svetlana Maltseva           | Kazakhstan   | 4 tours       |
| 26                                  | Suzanne Schulting           | Pays-Bas     | 2 tours       |